# Episodi di Loro uccidono
La prima e unica stagione della serie televisiva Loro uccidono è stata trasmessa in prima visione in Danimarca dal 13 marzo al 15 maggio 2011. 
In Italia è andata in onda dal 7 ottobre 2011 su Fox Crime.
| nº | Titolo originale | Titolo italiano        | Prima TV Danimarca        | Prima TV Italia |
| -- | ---------------- | ---------------------- | ------------------------- | --------------- |
| 1  | Liget i skoven   | Sepolte vive           | 13 marzo 2011 (1ª parte)  | 7 ottobre 2011  |
| 2  | Liget i skoven   | Sepolte vive           | 20 marzo 2011 (2ª parte)  | 7 ottobre 2011  |
| 3  | Utopia           | La famiglia perfetta   | 27 marzo 2011 (1ª parte)  | 14 ottobre 2011 |
| 4  | Utopia           | La famiglia perfetta   | 3 aprile 2011 (2ª parte)  | 14 ottobre 2011 |
| 5  | Ondt blod        | Sangue cattivo         | 10 aprile 2011 (1ª parte) | 21 ottobre 2011 |
| 6  | Ondt blod        | Sangue cattivo         | 17 aprile 2011 (2ª parte) | 21 ottobre 2011 |
| 7  | Øje for øje      | Per amore di un figlio | 24 aprile 2011 (1ª parte) | 28 ottobre 2011 |
| 8  | Øje for øje      | Per amore di un figlio | 1º maggio 2011 (2ª parte) | 28 ottobre 2011 |
| 9  | Dødens kabale    | Gioco mortale          | 8 maggio 2011 (1ª parte)  | 4 novembre 2011 |
| 10 | Dødens kabale    | Gioco mortale          | 15 maggio 2011 (2ª parte) | 4 novembre 2011 |